# Кауфбойрен
Кауфбойрен (нем. Kaufbeuren) — город земельного подчинения в Германии, в юго-западной части земли Бавария.
Город расположен в юго-восточной части административного округа Швабия. Региональный шифр — 09 762 000.
По данным на 31 декабря 2014 года:
- территория — 4002,83 га;[2]
- население — 42.014 чел.;[3]
- плотность населения — 1049.61 чел./км²;
- землеобеспеченность с учётом внутренних вод — 953 м²/чел.

## Административное деление[5]
Город подразделяется на 9 административных единиц:
1. Гроскемнат (Großkemnat)[6][7];
2. Кауфбойрен (Kaufbeuren)[8][9][10];
3. Клайнкемнат (Kleinkemnat)[11][12][7];
4. Мерцисрид (Märzisried)[13];
5. Нойгаблонц (Neugablonz)[14][15][16][17];
6. Обербойрен (Oberbeuren)[18][19][7];
7. Санкт-Космас (Sankt Cosmas)[20];
8. Хиршцелль (Hirschzell)[21][22][7];
9. Эльмюльханг (Ölmühlhang)[23].

По данным Deutschland123 город подразделяется на 12 городских районов:
- Альтштадт (Altstadt)[25],
- Ам-Лайнауэр-Ханг (Am Leinauer Hang)[26],
- Биненберг (Bienenberg)[27],
- Вертахшлайфе (Wertachschleife)[28],
- Зонненекк (Sonneneck)[29],
- Кессельберг (Kesselberg)[30],
- Кроненберг (Kronenberg)[31],
- Нойгаблонц[32],
- Обербойрен[33],
- Флигерхорстзидлунг (Fliegerhorstsiedlung)[34],
- Хакен (Haken)[35] и
- Хиршцелль[36].

## Иллюстрации

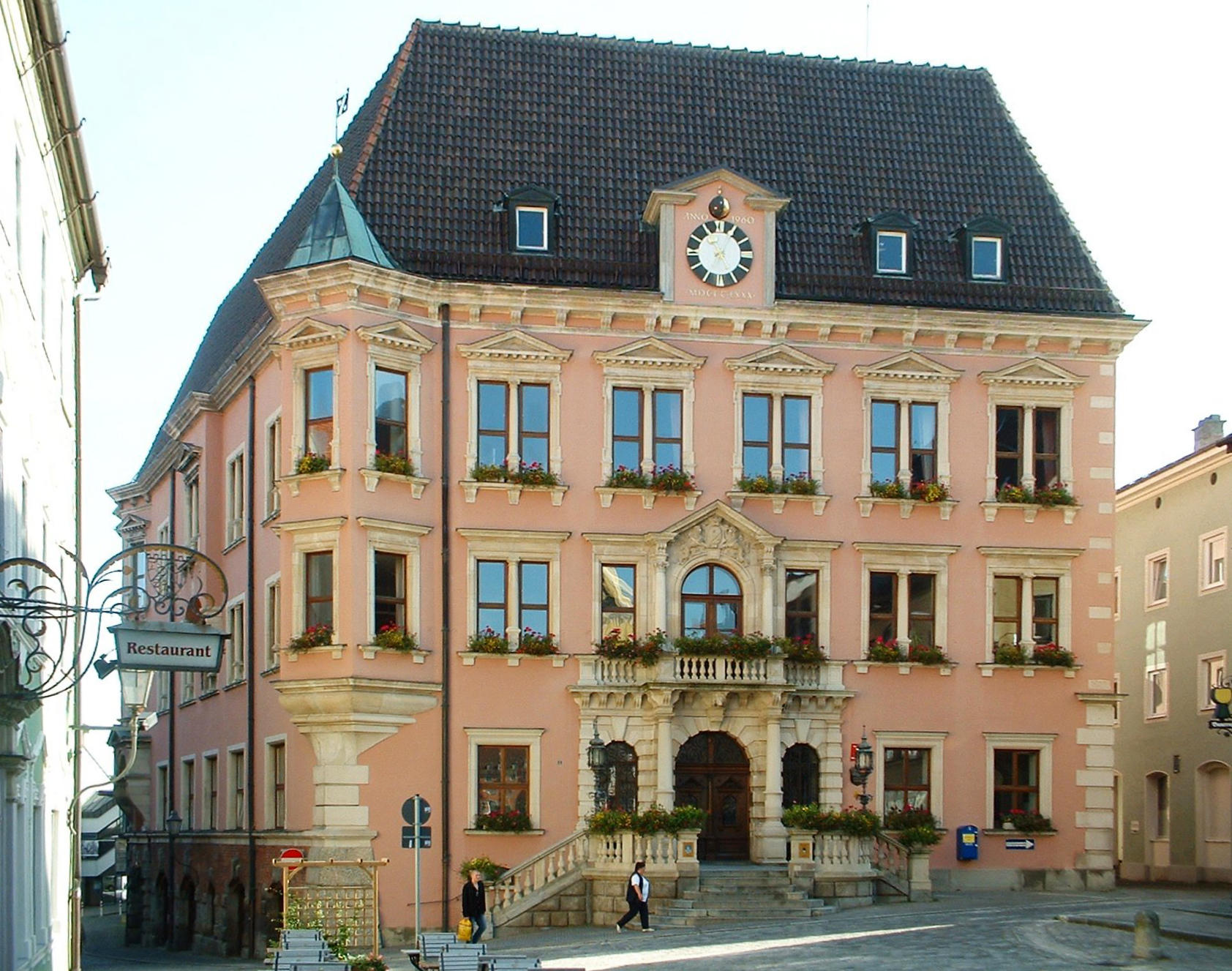
Ратуша
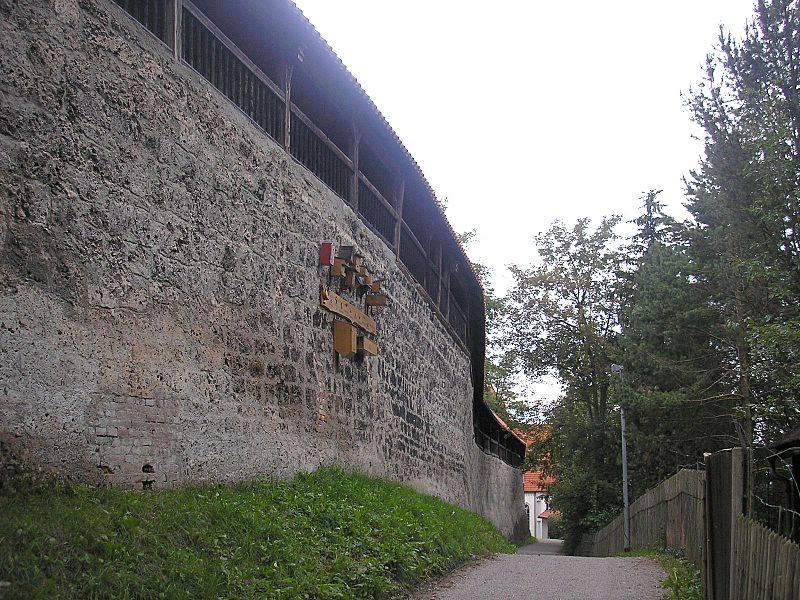
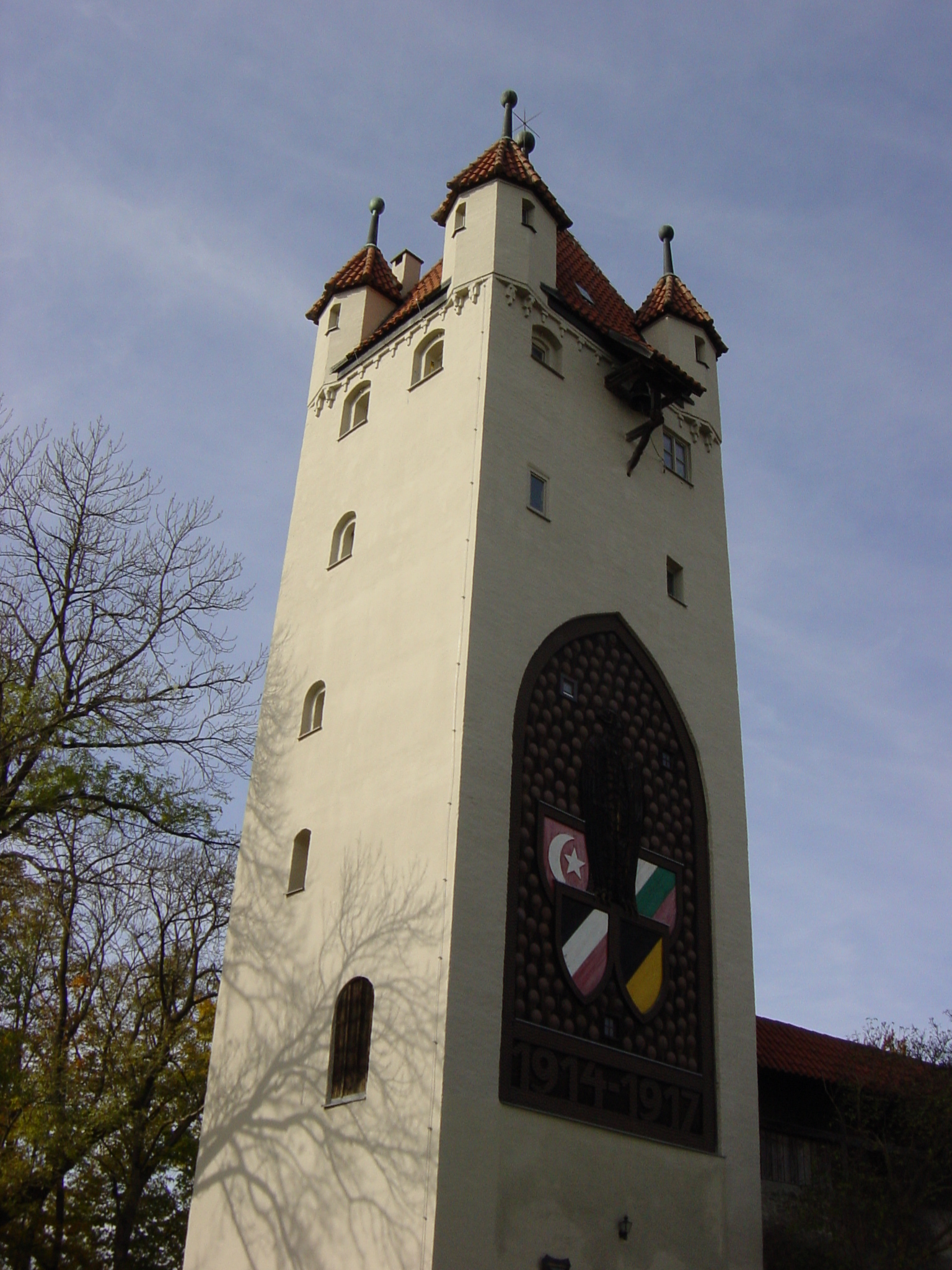
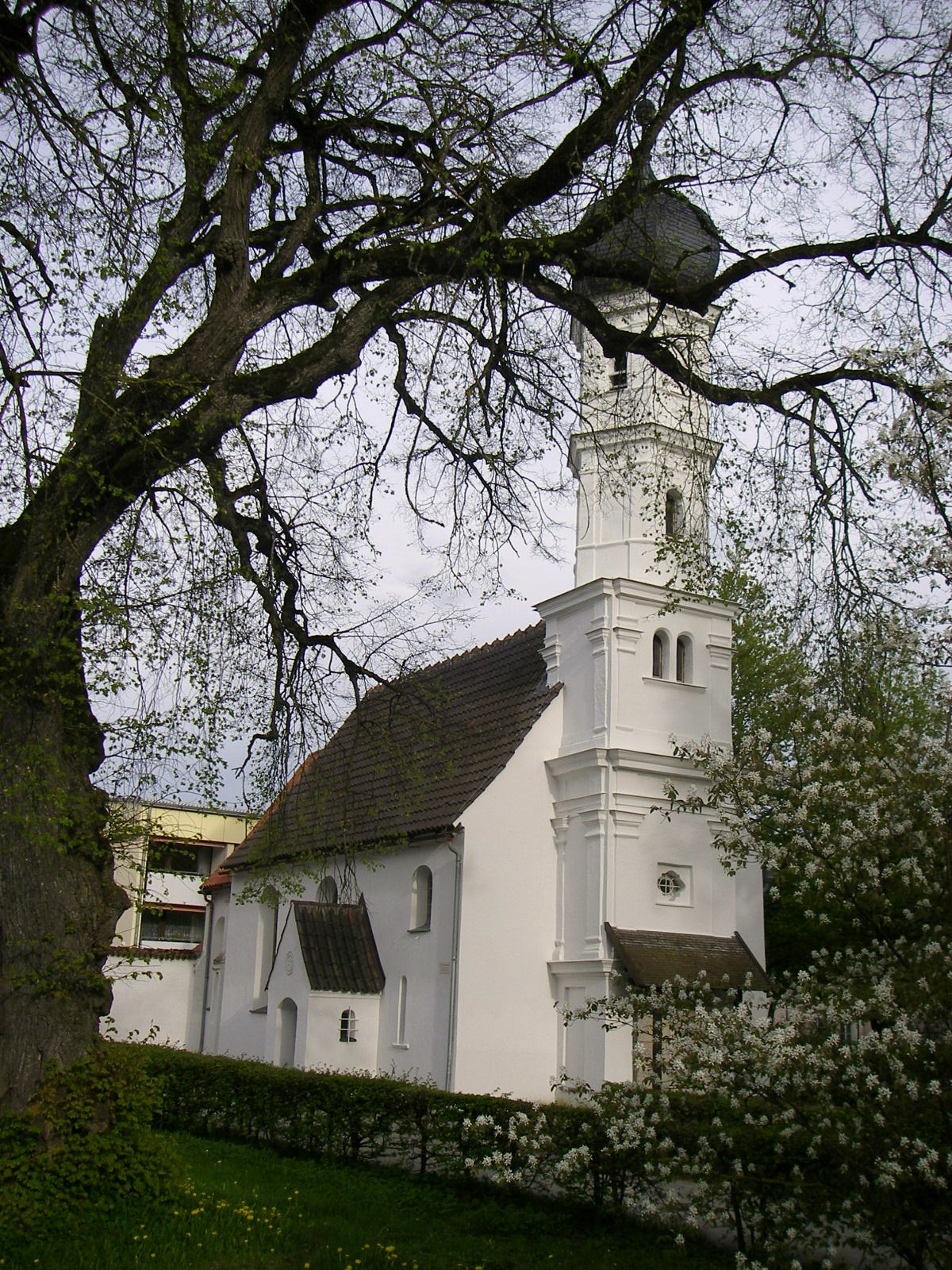
Экуменическая церковь святого Доминика

## Население
По оценке на 31 декабря 2015 года население межрайонного города (городской общины) Кауфбойрен составляет 42 731 чел. 

| Дата      | 1840 | 1871 | 1900 | 1925  | 1939  | 1950  | 1961  | 1970  | 1987  | 2011  |
| --------- | ---- | ---- | ---- | ----- | ----- | ----- | ----- | ----- | ----- | ----- |
| Население | 5012 | 6199 | 9526 | 10540 | 14939 | 22252 | 38056 | 43059 | 38946 | 41550 |

| Год       | 1960  | 1970  | 1980  | 1990  | 2000  | 2009  | 2010  | 2011  | 2012  | 2013  | 2014  | 2015  |
| --------- | ----- | ----- | ----- | ----- | ----- | ----- | ----- | ----- | ----- | ----- | ----- | ----- |
| Население | 39686 | 43025 | 42013 | 40432 | 41905 | 41881 | 41843 | 41460 | 41570 | 41759 | 42014 | 42731 |

## Известные уроженцы и жители
- Рёсслер, Рудольф (1897—1958) — один из наиболее эффективных агентов времён Второй мировой войны.
- Дитрих, Роберт (1986—2011) — хоккеист ярославского «Локомотива» и сборной Германии по хоккею, погиб вместе с командой 7 сентября 2011 года в авиакатастрофе под Ярославлем, введён в немецкий Зал хоккейной славы.

## Спорт
В городе в 1999 году прошёл первый чемпионат мира по хоккею с шайбой среди юниоров.